# Saint-Omer Open 2011

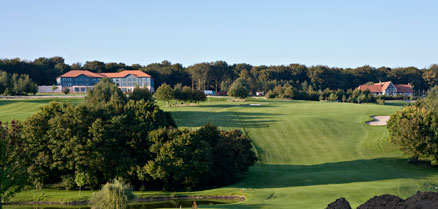

Het Saint-Omer Open van 2011 is net als in 2010 het enige golftoernooi dat zowel voor de Challenge Tour en de Europese Tour telt.
Van 16-19 juni wordt de 15de editie van het toernooi op de Aa Saint-Omer Golf Club gespeeld. De officiële naam is 'SAINT-OMER OPEN presented by Neuflize OBC'. Martin Wiegele won het in 2010. Ook voor hem was het zijn eerste overwinning, net als voor de zes andere winnaars van dit toernooi. Het prijzengeld is € 600.000.
Tijdens deze dagen wordt ook het US Open gespeeld, waar Nicolas Colsaerts en Maarten Lafeber zich voor hebben gekwalificeerd.

## Verslag
De par van de baan is 71.
Ronde 1
Julien Clément kwam te laat voor zijn starttijd, dus reservespeler Matt Evans mocht zijn plaats innemen. Nicolas Vanhootegem heeft een nette score binnengebracht gezien de weersomstandigheden, de Nederlandse spelers hadden meer moeite met de windvlagen. George Coetzee maakte maar één bogey en ging met −5 aan de leiding. Vijf spelers delen de tweede plaats met −3. Er staan twintig spelers onder par.
Ronde 2
De wind van gisteren was bijna verdwenen maar vandaag regende het. De beste ronde was een −6 van Pedro Oriol, die daarmee van de 60ste naar de 16de plaats steeg. Er staan nog maar 15 spelers onder par. Andrea Perrino en Craig Lee zijn aan de leiding gegaan en staan op −5. De cut is deze week +4.
Ronde 3
De windvlagen zijn terug en de twee leiders zijn afgezakt. Matthew Zions, Coetzee en Colombo vechten om de eerste plaats; geen van drieën heeft al een overwinning op de Europese Tour behaald. Na 13 holes staan zij allen op −5, maar uiteindelijk gaan Coetzee en Colombo naar −3, toch nog genoeg voor de 2de plaats, en gaat Zions naar −6 en behoudt de leiding. Er staan nog maar negen spelers onder par.
Ronde 4
Aan het einde stonden nog maar vier spelers onder par. Matthew Zions won met −8, Deniel Denison, Peter Gustafsson en Craig Lee eindigde op een gedeeld 2de plaats met −1.
- Leaderboard

| Naam                | Score R1 | Score R1 | Nr   | Score R2 | Score R2 | Totaal | Nr  | Score R3 | Score R3 | Totaal | Nr  | Score R4 | Score R4 | Totaal | Nr  |
| ------------------- | -------- | -------- | ---- | -------- | -------- | ------ | --- | -------- | -------- | ------ | --- | -------- | -------- | ------ | --- |
| Matthew Zions       | 68       | −3       | T2   | 72       | +1       | −2     | 4   | 67       | −4       | −6     | 1   | 69       | −2       | −8     | 1   |
| Peter Gustafsson    | 73       | +2       | T53  | 71       | par      | +2     | T29 | 70       | −1       | +1     | T15 | 69       | −2       | −1     | T2  |
| Craig Lee           | 69       | −2       | T7   | 68       | −3       | −5     | T1  | 74       | +3       | −2     | T5  | 72       | +1       | −1     | T2  |
| Daniel Denison      | 69       | −2       | T7   | 74       | +3       | +1     | T23 | 67       | −4       | −3     | T2  | 73       | +2       | −1     | T2  |
| Jorge Campillo      | 76       | +5       | T    | 66       | −5       | par    | T16 | 70       | −1       | −1     | T7  | 72       | +1       | par    | T5  |
| Andrea Perrino      | 68       | −3       | T2   | 69       | −2       | −5     | T1  | 75       | +4       | −1     | T7  | 72       | +1       | par    | T5  |
| George Coetzee      | 66       | −5       | 1    | 72       | +1       | −4     | 3   | 72       | +1       | −3     | T2  | 75       | +4       | +2     | T12 |
| Alastair Forsyth    | 73       | +2       | T53  | 69       | −2       | par    | T16 | 70       | −1       | −1     | T7  | 73       | +2       | +1     | T12 |
| Federico Colombo    | 72       | +1       | T36  | 67       | −4       | −3     | 4   | 71       | par      | −3     | T2  | 76       | +5       | +2     | T17 |
| Simon Thornton      | 73       | +2       | T53  | 71       | par      | +2     | T29 | 67       | −4       | −2     | T5  | 78       | +7       | +5     | T36 |
| Robin Kind          | 79       | +8       | T140 | 71       | par      | +8     | MC  |          |          |        |     |          |          |        |     |
| Tim Sluiter         | 78       | +7       | T131 | 74       | +3       | +10    | MC  |          |          |        |     |          |          |        |     |
| Nicolas Vanhootegem | 73       | +2       | T53  | 79       | +8       | +10    | MC  |          |          |        |     |          |          |        |     |
| Wil Besseling       | 75       | +4       | T87  | 82       | +11      | +15    | MC  |          |          |        |     |          |          |        |     |

## De spelers
| - Antti Ahokas - Bjorn Akeson - Phillip Archer - Jesús Arruti - Joakim Bäckström - Matthew Baldwin - Benn Barham - Adrien Bernadet - Wil Besseling - Alan Bihan - Jean-Nicolas Billot - Ryan Blaum - Liam Bond - Michiel Bothma - Christophe Brazillier - Paul Broadhurst - Daniel Brooks - Andrew Butterfield - François Calmels - Jorge Campillo - Ariel Cañete - Emanuele Canonica - Magnus A. Carlsson - Clodomiro Carranza - George Coetzee - Federico Colombo - Stuart Davis - Pablo Del Grosso - François Delamontagne - Daniel Denison - David Dixon - Chris Doak - Jack Doherty - Scott Drummond - Edouard Dubois - Victor Dubuisson - Paul Dwyer - Pelle Edberg - Jamie Elson - Klas Eriksson - Martin Erlandsson - Joaquin Estevez - Borja Etchart - Ben Evans | - Matt Evans - Raphaël Eyraud - Tyrone Ferreira - Tommy Feysinger - Tommy Fleetwood - Charlie Ford - Matt Ford - Alastair Forsyth - Florian Fritsch - Lorenzo Gagli - Chris Gane - Sebi García - Alfredo García Heredia - Daniel Gaunt - Branden Grace - Anthony Grenier - Julien Grillon - Julien Guerrier - Peter Gustafsson - Matt Haines - Anders Schmidt Hansen - Benjamin Hebert - Fredrik Henge - Gary Houston - Mu Hu - Sam Hutsby - Eirik Tage Johansen - Alexandre Kaleka - Niall Kearney - Lloyd Kennedy - Maximilian Kieffer - Richard Kind - Espen Kofstad - Mikko Korhonen - Rick Kulacz - Joakim Lagergren - Jan-Are Larsen - Craig Lee - Niklas Lempke - Steve Lewton - José-Filipe Lima - Sam Little - Chris Llyod - Gary Lockerbie | - Michaël Lorenzo-Vera - Jean-François Lucquin - Mikael Lundberg - Callum McAuley - Stuart Manley - Andrew Marshall - Nicolas Meitinger - Benjamin Miarka - César Monasterio - John E Morgan - Colm Moriarty - Jamie Moul - Matthew Nixon - Thomas Norret - Shaun Norris - Steven O'Hara - Fredrik Ohlsson - Pedro Oriol - Wade Ormsby - Andrea Pavan - Andrea Perrino - Julien Quesne - Jean François Remesy - Bernd Ritthammer - Victor Riu - James Robinson - Marco Ruiz - Charles-Edouard Russo - Elliot Saltman - Lloyd Saltman - Jarmo Sandelin - Ricardo Santos - Lee Slattery - Tim Sluiter - Anthony Snobeck - Matthew Southgate - Tim Stewart - Kyron Sullivan - Carl Suneson - Alessandro Tadini - Andrew Tampion - Simon Thornton - Marius Thorp - Steven Tiley | - Francis Valera - Daniel Vancsik - David Vanegas - Daniel Vancsik - Mads Vibe-Hastrup - Simon Wakefield - Sam Walker - Marc Warren - Leif Westenberg - Tom Whitehouse - Martin Wiegele - Andrew Willey - Julio Zapata - Matthew Zions Voormalige winnaars - José-Filipe Lima (2004) - Joakim Bäckström (2005) - César Monasterio (2006) - Carl Suneson (2007) - David Dixon (2008) Invitaties - Tim Stewart - Marcus Both - Chris Rodgers - Ross Bain - Mu Hu - Scott Drummond - Baptiste Chapellan - Damien Perrier - Raphaël Pellicioli - Jean François Remesy - Raphaël Eyraud - Benoit Teilleria - Johan Lopez Lazaro - Nicolas Vanhootegem Regionale rangorde - Julien Grillon - Alan Bihan - Jean-Nicolas Billot - Olivier David |